# Fuji sanchō
Pour plus de détails, voir Fiche technique et Distribution.
Fuji sanchō (富士山頂) est un film japonais réalisé par Tetsutarō Murano, sorti en 1970.

## Fiche technique
- Titre original : Fuji sanchō
- Réalisation : Tetsutarō Murano
- Scénario : Takei Kunihiro, d'après un roman de Jirō Nitta
- Production : Tōhō, Ishihara Production
- Musique : Toshirō Mayuzumi
- Pays d'origine : Japon
- Genre : Drame
- Durée : 126 minutes
- Date de sortie :  Japon : 28 février 1970

## Distribution
- Yūjirō Ishihara : Gorō Umehara
- Shintarō Katsu : Asakichi Murakami
- Tetsuya Watari : Yuhei Kada
- Tsutomu Yamazaki : Noboru Iseki
- Shinsuke Ashida : Shōichi Katsuragi
- Makoto Satō
- Ichirō Nakatani : Okada
- Eijirō Tōno
- Etsuko Ichihara
- Akira Yamanouchi : Nakabayashi
- Yuriko Hoshi : Mitsuko
- Masao Shimizu : Isayama
- Takeshi Katō
- Kunie Tanaka
- Shigeru Kōyama
- Shigeru Tsuyuguchi
- Mitsuo Hamada
- Jūkichi Uno